# درسة منزلية

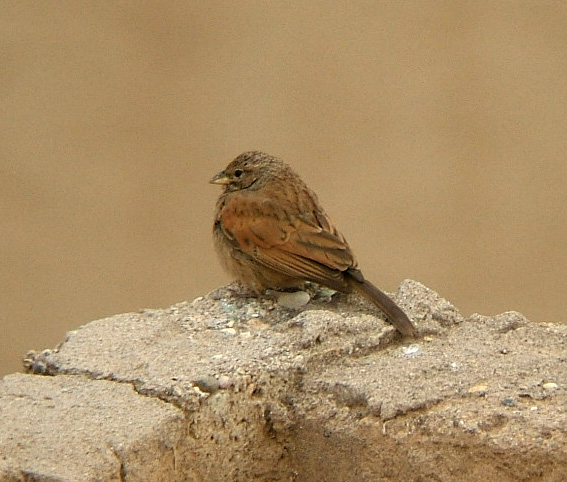
أنثى درسة منزلية

درسة منزلية (الاسم العلمي: Emberiza sahari)، وهي من الجواثم لفصيلة الدرسات.
تعيش الدرسة المنزلية في البلاد الجافة شمال غرب أفريقيا من جنوب المغرب إلى مالي شرق إلى تشاد. تتكاثر حول المساكن البشرية، وتضع من بيضتان إلى اربع بيضات في حفر بالجدار أو المباني المحيطة. وتتغذا على البذور والحبوب ، وعندما تغذي صغارها تتغذا على الحشرات.
تدوم فترة حضانة ثلاتة من بيوض الدرسة المنزلية من 12 إلى 14 يوما تقريبا.

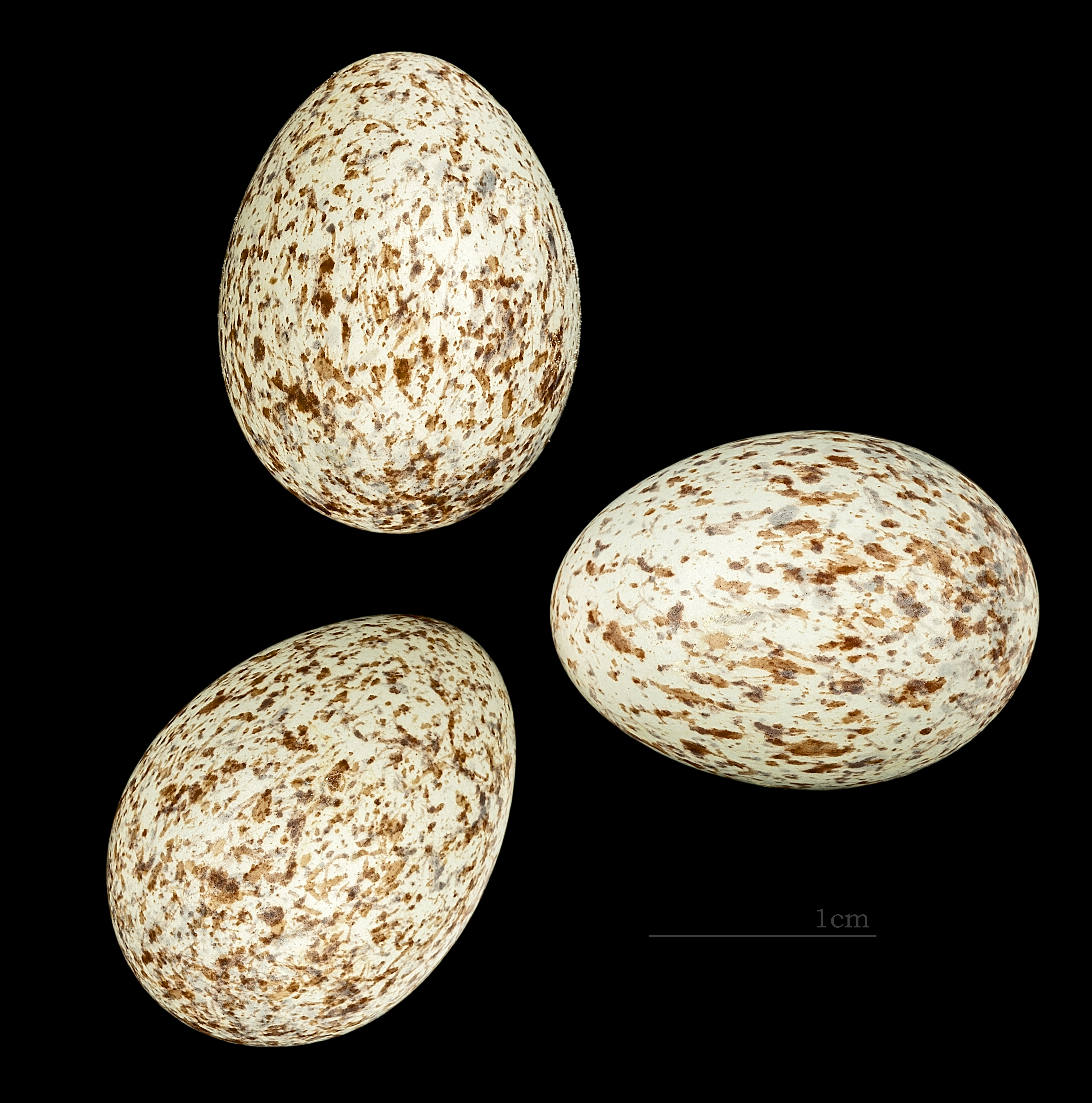
بيوض درسة منزلية

يشبه حجمها حجم الدرسة المخططة وهي أصغر من درسة الصخور. يتميز ذكر الدرسة المنزلية برأس رمادي حاد، بينما تتميز الأنثى برأس رمادي يميل إلى الرمادي.
تُعرف طيور الدرسة المنزلية بتعايشها مع السكان المغاربة، فهي قد تدخل منازل السكان لتقتات أو من أجل النوم وكذلك الأمر في المساجد، حتى أنها قد تضع بيوضها في سطوح أو نوافذ المنازل.

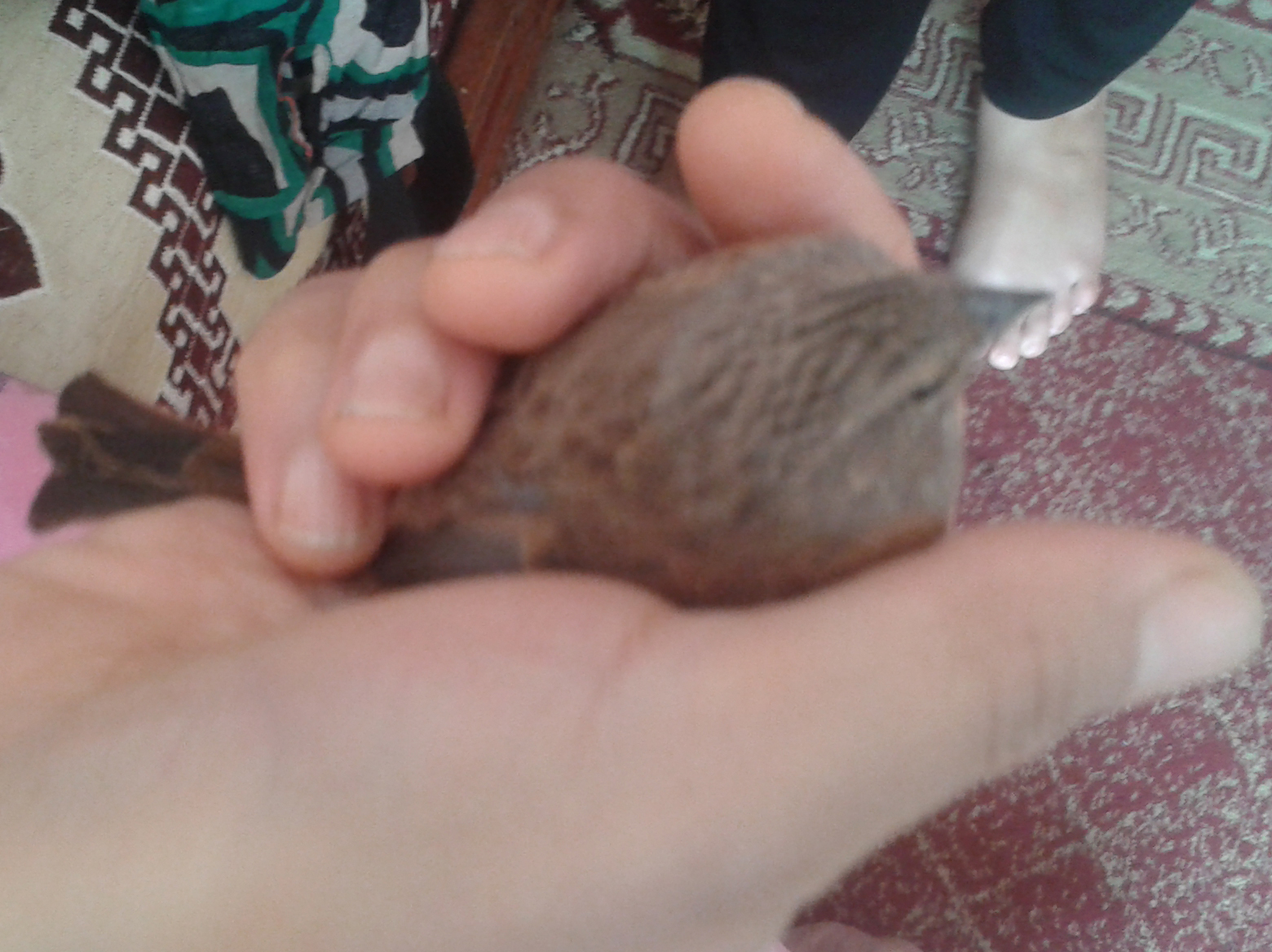
أنثى طائر درسة منزلية تم إمساكها في المنزل بمدينة الدار البيضاء بالمغرب